# El Apompo
El Apompo är en ort i Mexiko.   Den ligger i kommunen Tres Valles och delstaten Veracruz, i den sydöstra delen av landet, 300 km öster om huvudstaden Mexico City. El Apompo ligger 39 meter över havet och antalet invånare är 117.
Terrängen runt El Apompo är mycket platt. Runt El Apompo är det ganska tätbefolkat, med 75 invånare per kvadratkilometer. Närmaste större samhälle är Tuxtepec, 19,9 km söder om El Apompo. Omgivningarna runt El Apompo är en mosaik av jordbruksmark och naturlig växtlighet.